# Antonio Tallada y Romeu
Antonio Tallada y Romeu (Ulldecona, Tarragona, 1799 - Chinchilla de Montearagón, Albacete, 13 de marzo de 1838) fue un jefe carlista y militar español, padre del también general carlista Francisco Tallada y Forcadell.

## Biografía
En 1821, durante la Guerra Realista y recién salido de la Escuela Militar, se alistó en las filas del ejército realista, distinguiéndose en la toma de Ulldecona. Fue nombrado teniente en 1823 y en 1824 capitán, siendo destinado siendo destinado de guarnición a Alicante.
Estallada la Primera Guerra Carlista, en 1833 se incorporó al ejército carlista de Morella, asistiendo a los combates de Calanda, Daroca, Batea, Mayals y Aviñó, en donde fue ascendido a comandante. Estuvo después en las acciones de Zurita, Beceite, Alcorisa, Portellada, Mosqueruela, Soneja, Alcanar, La Cenia, Roquetas, Liria y Chiva, derrotando al coronel liberal Iriarte, entre Amposta y Ulldecona, con los 850 voluntarios que seguían a Tallada y Romeu.
En 1837 fue ascendido a coronel, distinguiéndose en la Ribera del Júcar y en la victoria carlista de Cherta, en que ganó la cruz de San Fernando, acreditando su valor en los combates de Catí y Villar de Canes.
En enero de 1838 tomó parte en la expedición a Andalucía al frente de cuatro batallones, tres escuadrones de caballería y una sección de artillería. En Cuenca sorprendió a una fuerza de 250 cristinos que defendían Iniesta, a los cuales venció, fusilando a los oficiales. En Alcaraz se le unió el brigadier Basilio García, que fue sorprendido por el general isabelino Sanz en Baeza y deshecha su fuerza.
La madrugada del 27 de febrero el general Pardiñas lo venció en Castril, haciéndole entre 1800 y 2000 prisioneros, que fueron conducidos a Granada. Tallada huyó herido y perseguido por las provincias de Murcia y Albacete, hasta caer prisionero en Barrax en marzo de 1838 por el brigadier Amor. Fue conducido a Chinchilla, donde fue fusilado el 13 de marzo de 1838.